# Казаков Леонід Петрович
Леонід Петрович Казаков (23 березня 1912 — 13 вересня 1983) — радняський військовий діяч, генерал-лейтенант.

## Біографія
Народився в 1912 році в Нитвенському районі Пермської губернії. Член КПРС з 1931 року.
З 1932 року — на військовій службі, громадській та політичній роботі. У 1932—1972 рр. — на штабних посадах у Робочій-Крестьянській Красної Армії, учасники радянсько-финской войны, учасник Великої вітчізняної війни, старший помічник начальника 1-го відділення Оперативного відділу 9-й армії, початковий оператор відділу оперативного управління штат 1-го Белорусского фронту, на штабі довгостроковість у Советській Армії, начальник Управління Головного штабу сухопутних військ, начальник штаба Одеського військового округу (1964—1971).
Помер 13 вересня 1983 року, похований на Другому християнському кладдовищі в Одесі.